# Казете Антонели (Мачерата)
Казете Антонели (итал. Casette Antonelli) насеље је у Италији у округу Мачерата, региону Марке.
Према процени из 2011. у насељу је живело 86 становника. Насеље се налази на надморској висини од 138 м.